# Berlyn Brixner

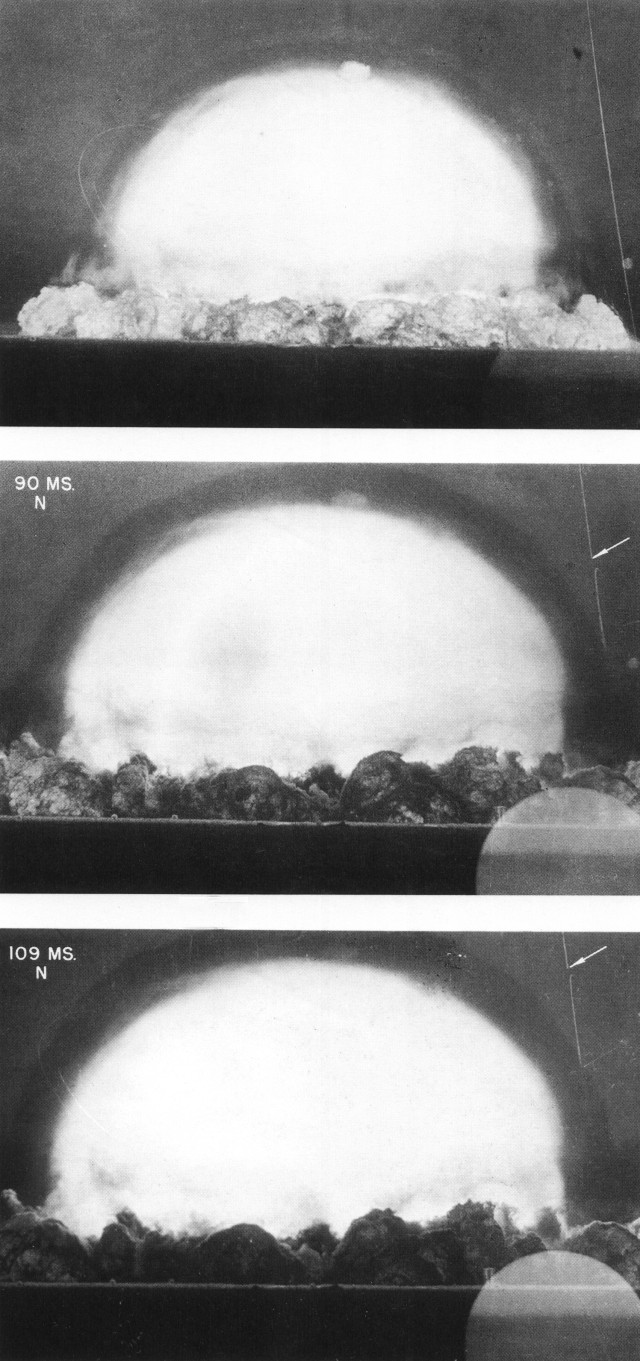
Vários frames de um dos filmes de Brixner, mostrando a Experiência Trinity.

Berlyn B. Brixner (nascido a 21 de Maio de 1911) é melhor conhecido por ter sido o fotógrafo-chefe durante a Experiência Trinity, a primeira detonação de uma arma nuclear em Julho de 1945. O próprio Brixner manteve-se a 9150 m da explosão, mas instalou cerca de 50 câmaras de diferentes velocidades em vários pontos, por forma a capturar a explosão em movimento. Muitas das fotografias do teste foram preparadas e montadas pelo próprio Brixner.